# Eccoptomenus
Eccoptomenus is een geslacht van kevers uit de familie van de loopkevers (Carabidae). De wetenschappelijke naam van het geslacht is voor het eerst geldig gepubliceerd in 1850 door Chaudoir.

## Soorten
Het geslacht Eccoptomenus omvat de volgende soorten:
- Eccoptomenus abessinicus (Csiki, 1931)
- Eccoptomenus eximius (Dejean, 1831)
- Eccoptomenus obscuricollis (Chaudoir, 1862)